# Rosja na Zimowych Igrzyskach Olimpijskich 2006
Rosję na Zimowych Igrzyskach Olimpijskich 2006 reprezentowało 190 zawodników. Był to czwarty start Rosji na zimowych igrzyskach olimpijskich.

## Zdobyte medale
| Medal  | Zawodnik                                                                                          | Dyscyplina sportowa  | Konkurencja                    |
| ------ | ------------------------------------------------------------------------------------------------- | -------------------- | ------------------------------ |
| Złoto  | Swietłana Iszmuratowa                                                                             | Biathlon             | Bieg indywidualny              |
| Złoto  | Albina Achatowa Anna Bogalij Swietłana Iszmuratowa Olga Zajcewa                                   | Biathlon             | Sztafeta kobiet                |
| Złoto  | Jewgienij Diemientjew                                                                             | Biegi narciarskie    | Bieg łączony na 30 km mężczyzn |
| Złoto  | Natalia Baranowa-Masałkina Łarisa Kurkina Julija Czepałowa Jewgienija Miedwiediewa                | Biegi narciarskie    | Sztafeta kobiet                |
| Złoto  | Jewgienij Pluszczenko                                                                             | Łyżwiarstwo figurowe | Soliści                        |
| Złoto  | Tatjana Tot´mianina Maksim Marinin                                                                | Łyżwiarstwo figurowe | Pary sportowe                  |
| Złoto  | Tatjana Nawka Roman Kostomarow                                                                    | Łyżwiarstwo figurowe | Pary taneczne                  |
| Złoto  | Swietłana Żurowa                                                                                  | Łyżwiarstwo szybkie  | 500 m kobiet                   |
| Srebro | Siergiej Czepikow Nikołaj Krugłow Pawieł Rostowcew Iwan Czeriezow                                 | Biathlon             | Sztafeta mężczyzn              |
| Srebro | Aleksander Zubkow Filip Jegorow Aleksiej Sieliwierstow Aleksiej Wojewoda                          | Bobsleje             | Czwórki mężczyzn               |
| Srebro | Jewgienij Diemientjew                                                                             | Biegi narciarskie    | 50 km stylem dowolnym mężczyzn |
| Srebro | Julija Czepałowa                                                                                  | Biegi narciarskie    | 30 km stylem dowolnym kobiet   |
| Srebro | Albert Diemczenko                                                                                 | Saneczkarstwo        | Jedynki mężczyzn               |
| Srebro | Dmitrij Dorofiejew                                                                                | Łyżwiarstwo szybkie  | 500 m mężczyzn                 |
| Brąz   | Albina Achatowa                                                                                   | Biathlon             | Bieg indywidualny kobiet       |
| Brąz   | Albina Achatowa                                                                                   | Biathlon             | Bieg pościgowy kobiet          |
| Brąz   | Jewgienija Miedwiediewa                                                                           | Biegi narciarskie    | Bieg łączony na 15 km kobiet   |
| Brąz   | Alona Sidko                                                                                       | Biegi narciarskie    | Sprint kobiet                  |
| Brąz   | Iwan Ałypow Wasilij Roczew                                                                        | Biegi narciarskie    | Sprint drużynowy mężczyzn      |
| Brąz   | Irina Słucka                                                                                      | Łyżwiarstwo figurowe | Solistki                       |
| Brąz   | Władimir Lebiediew                                                                                | Narciarstwo dowolne  | Skoki akrobatyczne mężczyzn    |
| Brąz   | Jekatierina Abramowa Warwara Baryszewa Jekatierina Łobyszewa Galina Lichaczowa Swietłana Wysokowa | Łyżwiarstwo szybkie  | Bieg drużynowy kobiet          |

- Biathlonistka Olga Pylowa zdobyła srebrny medal w biegu indywidualnym, ale została zdyskwalifikowana za doping.

## Wyniki reprezentantów Rosji

### Biathlon
Mężczyźni
- Nikołaj Krugłow

sprint – 21. miejsce
bieg pościgowy – 11. miejsce
bieg masowy – 21. miejsce
- Pawieł Rostowcew

bieg indywidualny – 13. miejsce
- Siergiej Rożkow

bieg masowy – 20. miejsce
- Siergiej Czepikow

sprint – 23. miejsce
bieg pościgowy – DNS
bieg masowy – 5. miejsce
bieg indywidualny – 4. miejsce
- Iwan Czeriezow

sprint – 5. miejsce
bieg pościgowy – 15. miejsce
bieg indywidualny – 8. miejsce
- Maksim Czudow

sprint – 9. miejsce
bieg pościgowy – 9. miejsce
bieg masowy – 15. miejsce
bieg indywidualny – 32. miejsce
- Iwan Czeriezow
Siergiej Czepikow
Pawieł Rostowcew
Nikołaj Krugłow

sztafeta – 
Kobiety
- Albina Achatowa

sprint – 4. miejsce
bieg pościgowy – 
bieg masowy – 9. miejsce
bieg indywidualny – 
- Anna Bogalij

bieg indywidualny – 35. miejsce
- Natalja Gusiewa

bieg masowy – 24. miejsce
- Swietłana Iszmuratowa

sprint – 10. miejsce
bieg pościgowy – 4. miejsce
bieg masowy – 12. miejsce
bieg indywidualny – 
- Olga Pylowa

sprint – DNS
bieg indywidualny – DSQ
- Olga Zajcewa

sprint – 9. miejsce
bieg pościgowy – 19. miejsce
bieg masowy – 15. miejsce
- Anna Bogalij
Swietłana Iszmuratowa
Olga Zajcewa
Albina Achatowa

sztafeta – 

### Biegi narciarskie
Mężczyźni
- Iwan Ałypow

Sprint stylem dowolnym – 28. miejsce
- Iwan Artiejew

15 km stylem klasycznym – 34. miejsce
Bieg łączony – 51. miejsce
- Ivan Babikov

15 km stylem klasycznym – 22. miejsce
Bieg łączony – 13. miejsce
50 km stylem dowolnym – 38. miejsce
- Jewgienij Diemientjew

Bieg łączony – 
50 km stylem dowolnym – 
- Aleksandr Legkow

Bieg łączony – 37. miejsce
50 km stylem dowolnym – 20. miejsce
- Paweł Korostielow

Sprint stylem dowolnym – 34. miejsce
- Siergiej Nowikow

Sprint stylem dowolnym – 25. miejsce
15 km stylem klasycznym – 8. miejsce
- Nikołaj Pankratow

50 km stylem dowolnym – 18. miejsce
- Wasilij Roczew

Sprint stylem dowolnym – 11. miejsce
15 km stylem klasycznym – 4. miejsce
- Iwan Ałypow
Wasilij Roczew

Sprint drużynowy stylem klasycznym – 6. miejsce
- Siergiej Nowikow
Wasilij Roczew
Iwan Ałypow
Jewgienij Diemientjew

Sztafeta – 10. miejsce
Kobiety
- Natalia Baranowa-Masałkina

10 km stylem klasycznym – 16. miejsce
- Jelena Buruchina

Bieg łączony – 37. miejsce
- Julia Czepałowa

Sprint stylem dowolnym – 27. miejsce
10 km stylem klasycznym – 26. miejsce
Bieg łączony – 9. miejsce
30 km stylem dowolnym – 
- Łarisa Kurkina

10 km stylem klasycznym – 19. miejsce
- Natalja Matwiejewa

Sprint stylem dowolnym – 30. miejsce
- Jewgienija Miedwiediewa

Bieg łączony – 
30 km stylem dowolnym – 21. miejsce
- Olga Roczewa

Sprint stylem dowolnym – 14. miejsce
30 km stylem dowolnym – 21. miejsce
- Alona Sid´ko

Sprint stylem dowolnym – 
- Olga Zawjałowa

10 km stylem klasycznym – 24. miejsce
Bieg łączony – 7. miejsce
30 km stylem dowolnym – 9. miejsce
- Olga Roczewa
Alona Sid´ko

Sprint drużynowy stylem klasycznym – 6. miejsce
- Natalia Baranowa-Masałkina
Łarisa Kurkina
Julija Czepałowa
Jewgienija Miedwiediewa

sztafeta – 

### Bobsleje
Mężczyźni
- Aleksandr Zubkow, Aleksiej Wojewoda

dwójki – 4. miejsce
- Jewgienij Popow, Roman Oriesznikow

dwójki – 18. miejsce
- Jewgienij Popow, Siergiej Gołubiew, Piotr Makarczuk, Dmitrij Stiepuszkin

czwórki – 9. miejsce
- Aleksandr Zubkow, Filip Jegorow, Aleksiej Sieliwierstow, Aleksiej Wojewoda

czwórki – 
Kobiety
- Wiktorija Tokowaja, Nadieżda Orłowa

dwójki – 7. miejsce

### Curling
Kobiety
- Ludmiła Priwiwkowa, Nkeiruka Jezech, Jana Niekrosowa, Jekatierina Gałkina, Olga Żarkowa – 5. zwycięstw, 4. porażki – wynik końcowy – 6. miejsce

### Hokej na lodzie
Mężczyźni
- Maksim Sokołow, Jewgienij Nabokow, Ilja Bryzgałow, Andriej Markow, Witalij Wiszniewski, Darius Kasparaitis, Fiodor Tiutin, Daniił Markow, Anton Wołczenkow, Siergiej Gonczar, Siergiej Żukow, Ilja Kowalczuk, Pawieł Daciuk, Aleksiej Kowalow, Aleksandr Owieczkin, Aleksiej Jaszyn, Wiktor Kozłow, Aleksandr Frołow, Jewgienij Małkin, Maksim Afinogienow, Aleksandr Charitonow, Aleksandr Koroluk, Maksim Suszynski, Andriej Taratuchin, Iwan Niepriajew – 4. miejsce

Kobiety
- Nadieżda Aleksandrowa, Marija Barykina, Tatjana Burina, Jelena Białkowska, Irina Gaszennikowa, Ija Gawriłowa, Julija Gładyszewa, Aleksandra Kapustina, Alona Chomicz, Łarisa Miszina, Jekatierina Paszkiewicz, Olga Piermiakowa, Kristina Pietrowska, Żanna Sczelczkowa, Galina Skiba, Jekatierina Smolencewa, Jekatierina Smolina, Tatjana Sotnikowa, Swietłana Triefiłowa, Oksana Trietjakowa – 6. miejsce

### Kombinacja norweska
Mężczyźni
- Aleksiej Barannikow

Sprint HS134/7,5 km – 42. miejsce
Gundersen HS106/15 km – 29. miejsce
- Iwan Fiesienko

Sprint HS134/7,5 km – 33. miejsce
Gundersen HS106/15 km – 28. miejsce
- Siergiej Maslennikow

Sprint HS134/7,5 km – 43. miejsce
Gundersen HS106/15 km – 10. miejsce
- Dmitrij Matwiejew

Sprint HS134/7,5 km – 35. miejsce
Gundersen HS106/15 km – DNF
- Iwan Fiesienko
Anton Kamieniew
Siergiej Maslennikow
Dmitrij Matwiejew

Drużynowo HS134/4x5 km – 9. miejsce

### Łyżwiarstwo szybkie
Mężczyźni
- Artiom Dietyszew

5000 m – 15. miejsce
10000 m – DSQ
- Dmitrij Dorofiejew

500 m – 
1000 m – 10. miejsce
- Aleksandr Kibałko

1000 m – 21. miejsce
1500 m – 32. miejsce
- Jurij Kochaniec

5000 m – 17. miejsce
- Siergiej Korniłow

500 m – 27. miejsce
- Jewgienij Łalenkow

1000 m – 7. miejsce
1500 m – 23. miejsce
- Dmitrij Łobkow

500 m – 14. miejsce
- Aleksiej Proszin

500 m – 24. miejsce
1000 m – 15. miejsce
- Iwan Skobriew

1500 m – 6. miejsce
5000 m – 11. miejsce
10000 m – 6. miejsce
- Dmitrij Szepeł

1500 m – 21. miejsce
- Aleksandr Kibałko
Dmitrij Szepeł
Iwan Skobriew
Artiom Dietyszew
Jewgienij Łalenkow

Bieg drużynowy – 5. miejsce
Kobiety
- Jekatierina Abramowa

1000 m – 9. miejsce
1500 m – 21. miejsce
- Warwara Baryszewa

1000 m – 11. miejsce
1500 m – 20. miejsce
- Jekatierina Łobyszewa

1000 m – 11. miejsce
1500 m – 6. miejsce
- Julia Niemaja

500 m – 29. miejsce
- Swietłana Wysokowa

3000 m – 18. miejsce
- Walentina Jakszina

1500 m – 25. miejsce
3000 m – 24. miejsce
- Swietłana Żurowa

500 m – 
1000 m – 7. miejsce
- Jekatierina Abramowa
Jekatierina Łobyszewa
Swietłana Wysokowa
Warwara Baryszewa
Galina Lichaczowa

Bieg drużynowy – 

### Łyżwiarstwo figurowe
Mężczyźni
- Ilja Klimkin

Soliści – 11. miejsce
- Jewgienij Pluszczenko

Soliści – 
Kobiety
- Irina Słucka

Solistki – 
- Jelena Sokołowa

Solistki – 14. miejsce
Pary
- Julija Obertas
Siergiej Sławnow

Pary sportowe – 8. miejsce
- Marija Pietrowa
Aleksiej Tichonow

Pary sportowe – 5. miejsce
- Tatjana Tot´mianina
Maksim Marinin

Pary sportowe – 
- Oksana Domnina
Maksim Szabalin

Pary taneczne – 9. miejsce
- Jana Chochłowa
Siergiej Nowicki

Pary taneczne – 12. miejsce
- Tatjana Nawka
Roman Kostomarow

Pary taneczne – 

### Narciarstwo alpejskie
Mężczyźni
- Pawieł Szestakow

zjazd – 30. miejsce
supergigant – 29. miejsce
gigant – DNF
slalom – DNS
kombinacja – 24. miejsce
- Aleksandr Choroszyłow

zjazd – 38. miejsce
supergigant – 41. miejsce
slalom – DNF
kombinacja – 22. miejsce
- Anton Konowałow

supergigant – 42. miejsce
slalom – 29. miejsce
kombinacja – DNF
- Konstantin Sac

zjazd – 40. miejsce
supergigant – 27. miejsce
gigant – DNF
kombinacja – DNS
- Dmitrij Uljanow

gigant – DNF
slalom – DNF
Kobiety
- Olesia Alijewa

zjazd – 33. miejsce
supergigant – 42. miejsce
gigant – DSQ

### Narciarstwo dowolne
Mężczyźni
- Dmitrij Archipow

skoki akrobatyczne – DNS
- Jewgienij Braiłowski

skoki akrobatyczne – 9. miejsce
- Witalij Głuszczenko

jazda po muldach – 35. miejsce
- Władimir Lebiediew

jazda po muldach – 
- Dmitrij Maruszczak

skoki akrobatyczne – DNS
- Rusłan Szarifullin

jazda po muldach – 27. miejsce
- Aleksandr Smyszlajew

jazda po muldach – 13. miejsce
- Artiom Walintiejew

jazda po muldach – 25. miejsce
Kobiety
- Marina Czerkasowa

jazda po muldach – 16. miejsce
- Ludmiła Dymczenko

jazda po muldach – 21. miejsce
- Olga Korolowa

skoki akrobatyczne – 17. miejsce
- Darja Sierowa

jazda po muldach – 13. miejsce
- Anna Zukal

skoki akrobatyczne – 9. miejsce

### Saneczkarstwo
Mężczyźni
- Albert Diemczenko

jedynki – 
- Wiktor Kneib

jedynki – 11. miejsce
- Kirył Sierykow

jedynki – 24. miejsce
- Władimir Bojcow
Dmitrij Chamkin

Dwójki – DNF
- Michaił Kuzmicz
Jurij Wiesiełow

Dwójki – 11. miejsce
Kobiety
- Julija Anaszkina

jedynki – 16. miejsce
- Aleksandra Rodionowa

jedynki – 14. miejsce
- Anastasija Skułkina

jedynki – 21. miejsce

### Short track
Mężczyźni
- Wiaczesław Kurginian

500 m – 14. miejsce
1000 m – 18. miejsce
1500 m – 15. miejsce
- Michaił Rażin

500 m – 18. miejsce
1000 m – 13. miejsce
1500 m – 23. miejsce
Kobiety
- Tatjana Borodulina

1000 m – DSQ
1500 m – DSQ

### Skeleton
Mężczyźni
- Aleksandr Trietjakow – 15. miejsce

Kobiety
- Swietłana Trunowa – 11. miejsce

### Skoki narciarskie
Mężczyźni
- Ildar Fatkullin

skocznia normalna – 44. miejsce
skocznia duża – 41. miejsce
- Dmitrij Ipatow

skocznia normalna – 19. miejsce
skocznia duża – 27. miejsce
- Dienis Korniłow

skocznia normalna – 34. miejsce
skocznia duża – 33. miejsce
- Dmitrij Wasiljew

skocznia normalna – 10. miejsce
skocznia duża – 17. miejsce
- Ildar Fatkullin
Dmitrij Ipatow
Dienis Korniłow
Dmitrij Wasiljew

Drużynowo – 8. miejsce

### Snowboard
Mężczyźni
- Jurij Podładczikow

halfpipe – 37. miejsce
- Aleksandr Biełkin

gigant równoległy – 25. miejsce
- Dienis Sałagajew

gigant równoległy – 18. miejsce
Kobiety
- Marija Prusakowa

halfpipe – 32. miejsce
- Swietłana Winogradowa

halfpipe – 29. miejsce
- Swietłana Bołdykowa

gigant równoległy – 8. miejsce
- Jekatierina Tudiegieszewa

gigant równoległy – 5. miejsce